# Zločin proti lidskosti

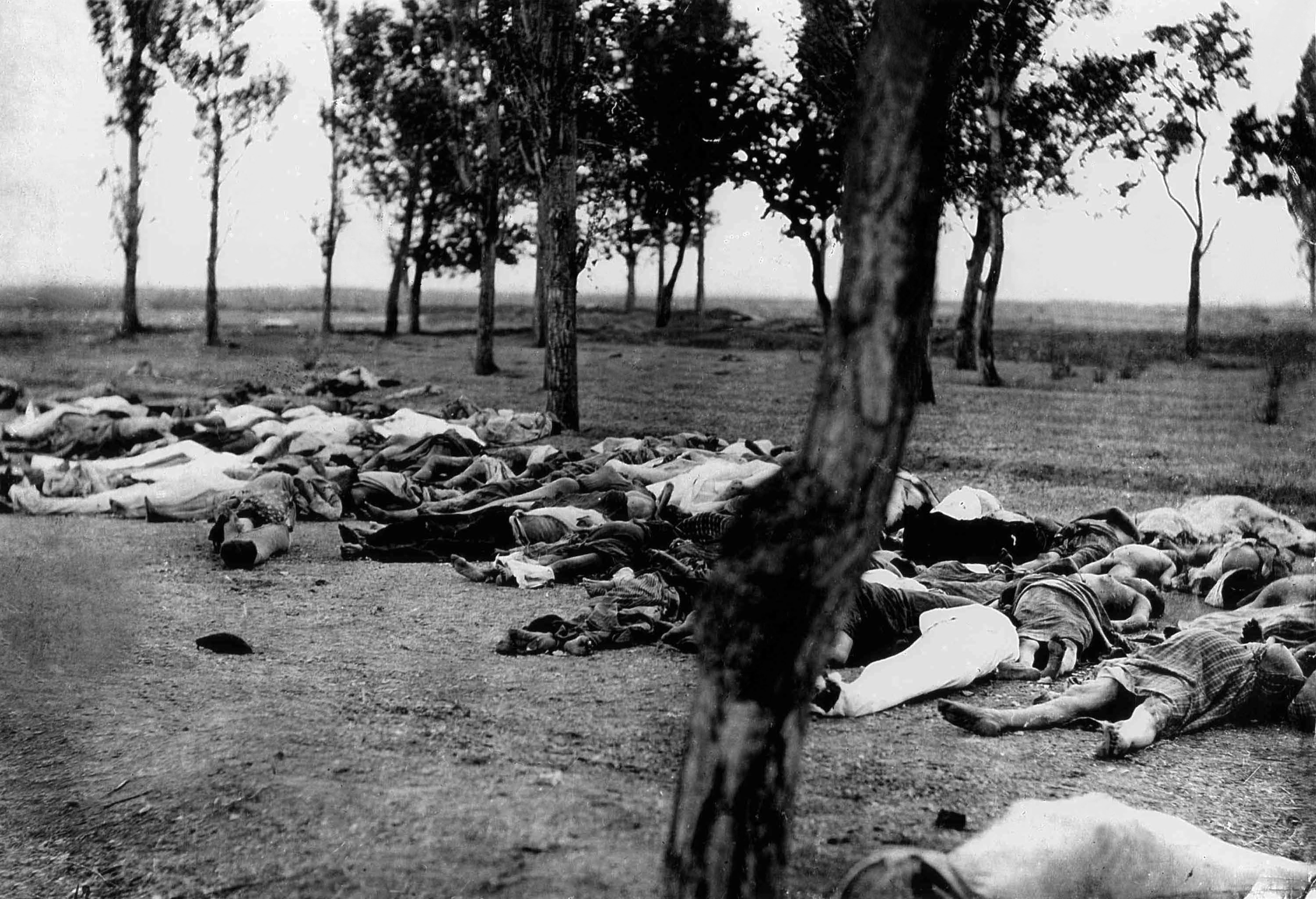
Turecká genocida Arménů v době Osmanské říše

Zločiny proti lidskosti jsou trestné činy z nenávisti zaměřené na rasovou, etnickou, národnostní, náboženskou, třídní nebo jinou podobnou skupinu lidí. Tyto trestné činy mohou mít různou podobu jako vraždy, vyhlazování, perzekuce, zotročování, mučení a podobně. Trestné činy proti lidskosti jsou v českém právu upraveny v díle 1 Hlavy XIII trestního zákoníku pod § 400 až 405.
Objektem Hlavy XIII je ochrana národů před nelidským zacházením vyplývající z práva každého člověka na život, ochranu života, zachování lidské důstojnosti, nedotknutelnosti, svobodu myšlení, svědomí a náboženského vyznání, svobodu rozhodnutí o své národnosti, možnost všestranného rozvoje, svobody pohybu a pobytu všem bez rozdílu pohlaví, rasy, barvy pleti, jazyka, víry a náboženství, politického či jiného smýšlení, národního nebo sociálního původu, příslušnosti k národnostní nebo etnické menšině, majetku, rodu nebo jiného postavení.

## Mezinárodní právo
Mezinárodní právo se v oblasti zločinů proti lidskosti začalo rozvíjet především po roce 1945 ve snaze zabránit opakování zvěrstev páchaných v II. světové válce. V průběhu 90. let nastal další rozvoj mezinárodního práva vlivem ustanovení několika mezinárodních tribunálů:
- Mezinárodního tribunálu pro bývalou Jugoslávii (ICTY),
- Mezinárodního trestního tribunálu pro Rwandu (ICTR),
- Speciálního tribunálu pro Sierru Leone (SCSL)

a v roce 2002 Mezinárodního trestního soudu (ICC).
Trestné činy proti lidskosti byly zařazeny do trestního zákoníku na základě plnění mezinárodních úmluv, kterými jsou například:
- Úmluva proti mučení a jinému krutému, nelidskému či ponižujícímu zacházení nebo trestání,
- Mezinárodní úmluva o odstranění všech forem diskriminace,
- Úmluva o ochraně lidských práv a základních svobod,
- Úmluva o zabránění a trestání zločinu genocidia,
- Úmluva o nepromlčitelnosti válečných zločinů a zločinů proti lidskosti,
- Mezinárodní úmluva proti braní rukojmí,
- Římský statut Mezinárodního trestního soudu,[4]
- a dalších.[5][3]

## Trestné činy proti lidskosti v trestním zákoníku

### Genocidium
Genocidiem se rozumí úplná nebo částečná likvidace některé rasové, etnické, národnostní, náboženské, třídní nebo jiné podobné skupiny lidí, těmito způsoby:
- uvedení takové skupiny do takových životních podmínek, které mají přivodit jejich úplné nebo částečné fyzické zničení
- provedení opatření směřujících k tomu, aby se v takové skupině bránilo rození dětí
- násilné převádění dětí z jedné takové skupiny do druhé, nebo
- způsobení příslušníkovi takové skupiny těžkou újmu na zdraví nebo smrt.[6]

Útok je zpravidla na skupinu, ale může být vykonán i na jednotlivce.
Genocidiem je např. uvěznění v koncentračních táborech, ghettech spojených s nuceným výkonem těžké fyzické práce ve zcela nedostatečných ubytovacích, stravovacích a hygienických podmínkách. Dále může mít podobu deportace do míst, kde je obživa vzhledem k přírodním a klimatickým podmínkám velmi obtížná.
Genocidium bylo v návaznosti na nacistické zločiny prohlášeno za zločin rezolucí Valného shromáždění OSN ze dne 11.12.1946. Česká republika ho zařadila do trestního zákona na základě mezinárodních závazků vycházejících z Úmluvy o zabránění a trestání zločinu genocidia (vyhl. č. 32/1955 Sb.).
Za trestné činy genocidia se ukládá trest odnětí svobody na dvanáct až dvacet let nebo výjimečný trest. Příprava je trestná.

### Útok proti lidskosti
Jedná se o rozsáhlé nebo systematické zločiny páchané proti civilnímu obyvatelstvu s cílem prosazování ideových či politických představ násilně prosazovaných státem nebo určitou skupinou.
Podle trestního zákoníku těmito činy jsou:
- vyhlazování lidí
- zotročování
- deportace nebo násilný přesun skupiny obyvatelstva
- znásilnění, sexuálního otroctví, vynucená prostituce, vynucené těhotenství, vynucená sterilizace nebo jiné formy sexuálního násilí
- perzekuce skupiny obyvatelstva na politickém, rasovém, národnostním, etnickém, kulturním nebo náboženském základě, z důvodu pohlaví nebo jiného podobného důvodu
- apartheid nebo jiná podobná segregace nebo diskriminace
- zbavení osobní svobody, zavlečení na neznámé místo nebo jakékoli jiné omezení osobní svobody s následným nedobrovolným zmizením osob
- mučení
- vražda, nebo
- jiný nelidský čin obdobné povahy.[11]

Za trestné činy útoku proti lidskosti se ukládá trest odnětí svobody na dvanáct až dvacet let nebo výjimečný trest. Příprava je trestná.

### Apartheid a diskriminace skupiny lidí
Apartheid je trestný čin založený na diskriminaci jedné rasové skupiny jinou rasovou skupinou s cílem upevnit a institucionalizovat nadvládu jedné rasové skupiny nad druhou. Důležitým znakem diskriminace je segregace takové skupiny.
Uplatňování apartheidu nebo rasové, etnické, národnostní, náboženské, třídní nebo jiné podobné diskriminace se trestá odnětím svobody na pět až dvanáct let. Příprava je trestná.
Pojem apartheid vznikl v Jihoafrické republice jako označení pro politiku a ideologii vycházející především z nacionalismu, fašismu a rasismu. Politika apartheidu trvala a formovala se v průběhu 20. století, kde vzniklo několik rasistických a antidemokratických zákonů, které legalizovaly různá opatření, zaměřená především vůči Afričanům a míšencům, jako rozdělování smíšeného manželství, nuceného stěhování, zákaz vycestování a posléze došlo i k přidělení určité lokality Jižní Afriky, která byla určena pro pobyt Afričanů, třídění obyvatelstva podle rasy apod.

### Založení, podpora a propagace hnutí směřujícího k potlačení práv a svobod člověka
Tímto trestným činem se rozumí založení, podpora a propagace všech typů hnutí, které nějakým způsobem ohrožují lidská práva a svobody a které jsou založené na diskriminaci a zášti vůči určité rasové, etnické, národnostní, náboženské, třídní a jiné skupině. Rozlišuje se podpora materiální a morální. Finanční podpora může být přímá (poskytnutí peněz na podporu hnutí) i nepřímá (vstupné z koncertů extrémistické scény, nákup předmětů, které jsou nabízeny za účelem podpory hnutí). Dále se může za materiální podporu považovat poskytnutí prostor, či služeb pro potřeby hnutí. Morální podpora je čin, kterým člověk napomáhá hnutí získat nové členy, nové podporovatele, utvrzuje stávající podporovatele a ukazuje sílu hnutí. K takovým činům často dochází na koncertech extrémistických hudebních skupin. Propagace hnutí je čin, kterým se pachatel snaží rozšířit povědomí o hnutí a jeho ideologii. Propagace může mít přímou (přímá slovní propagace ideologie, postojů a cílů hnutí) a nepřímou (uveřejňování ideologie, postojů a cílů hnutí jinými způsoby, jako jsou různé články, knihy, filmy i umělecká díla) podobu. Podpora a propagace hnutí se liší od projevů sympatie tím, že pachatel úmyslně šíří ideologii tohoto hnutí za účelem získání nových příznivců.
Hnutím se rozumí skupina lidí, která je v různé míře organizovaná, může i nemusí být registrovaná, její činnost vede k diskriminaci osob a staví se proti lidským právům a rovnosti všech lidí bez rozdílu.
Pokud se někdo dopustí trestného činu podle § 403, bude potrestán odnětím svobody na jeden rok až pět let. Pokud se tohoto trestného činu dopustí člověk v rámci organizované skupiny, jako voják, při stavu ohrožení státu nebo za válečného stavu, nebo pokud tento trestný čin spáchá za použití některé z forem médií, bude potrestán odnětím svobody na tři léta až deset let.
Uznání těchto činů jako trestných se odvíjí od historické zkušenosti že „každé hnutí směřující k potlačení práv a svobod občanů nebo hlásající národnostní, rasovou, třídní nebo náboženskou zášť může po uchopení moci vyústit v režim, ve kterém dochází ke zločinům proti lidskosti.“

### Projev sympatií k hnutí směřujícímu k potlačení práv a svobod člověka
Podstata tohoto trestného činu není v přímém úmyslu propagovat či podporovat hnutí za účelem získání nových členů a příznivců, je zde pouze úmysl veřejného přihlášení se k těmto nedemokratickým směrům a projevení sympatií hnutí.
Možným projevem extremismu je používání, nošení, znázorňování symbolů typických pro projevy sympatie a propagaci fašismu, nacismu, rasismu apod. Tyto symboly jsou používány např. hnutím skinheads, které má různé směry a které nelze označit jako celek za hnutí prokazatelně ohrožující lidská práva a svobody (kromě ultrapravicového a nacionalistického proudu existují směry tzv. skinheadů proti rasismu a další směry). Rozhodující je záměr a motivace k nošení těchto symbolů, zda dotyčný jedinec skutečně znal význam symbolu a používal ho s úmyslem vyjádření přízně či propagace extremistické ideologie.

### Popírání, zpochybňování, schvalování a ospravedlňování genocidia
Trestnost popírání, zpochybňování, schvalování a ospravedlňování genocidia má za cíl zamezit návratu hnutí páchajících tyto trestné činy nebo jiné trestné činy proti lidskosti. Tzv. osvětimská lež je příkladem popírání nacistického genocidia, zpochybňování historického faktu existence koncentračních táborů a jiných vyhlazovacích zločinů.
"Kdo veřejně popírá, zpochybňuje, schvaluje nebo se snaží ospravedlnit nacistické, komunistické nebo jiné genocidium nebo nacistické, komunistické nebo jiné zločiny proti lidskosti nebo válečné zločiny nebo zločiny proti míru, bude potrestán odnětím svobody na šest měsíců až tři léta."

### Promlčení
Trestné činy obsažené v Hlavě XIII trestního zákona, s výjimkou § 403 Založení, podpora a propagace hnutí směřujícího k potlačení práv a svobod člověka, § 404 Projev sympatií k hnutí směřujícímu k potlačení práv a svobod člověka a § 405 Popírání, zpochybňování, schvalování a ospravedlňování genocidia, se nepromlčují a to podle § 35 trestního zákoníku.